# Люганузе
Лю́ганузе (эст. Lüganuse) — посёлок в волости Люганузе уезда Ида-Вирумаа, Эстония. Является приходским центром лютеран Восточной Вирумаа. 
До реформы местных самоуправлений Эстонии входил в состав волости Люганузе, существовавшей с 1997 года по октябрь 2017 года, и был её административным центром.

## География
Расположен на северном берегу реки Пуртсе, в километре к северу от города Пюсси. Расстояние до уездного центра — города Йыхви — 19 километров, до волостного центра — города Кивиыли — 4 километра. Высота над уровнем моря — 43 метра.

## Население
По данным переписи населения 2011 года в посёлке проживали 439 человек, из них 423 (96,4 %) — эстонцы.
Динамика численности населения посёлка Люганузе:
| Год     | 2000 | 2010  | 2011  | 2018  | 2019  | 2020  |
| ------- | ---- | ----- | ----- | ----- | ----- | ----- |
| Человек | 470  | ↗ 496 | ↘ 439 | ↗ 451 | ↘ 446 | ↗ 452 |

## История

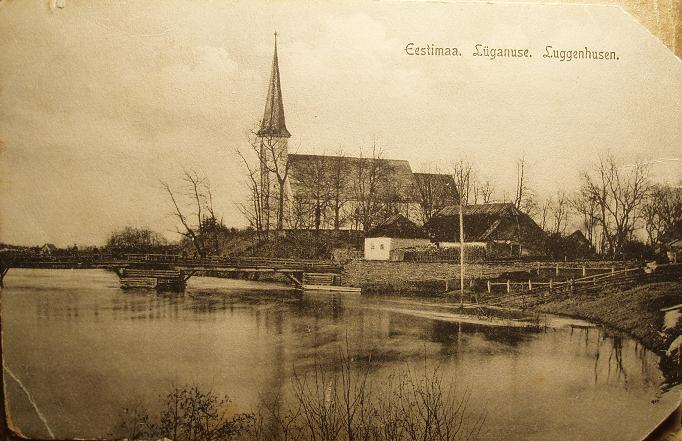
Люганузеская кирха в 1900 году

В письменных источниках 1241 года (Датская поземельная книга) упоминается Lygenus (деревня), 1523 года — Loggenhussen, 1583 года — Luggenhusz, 1732 года — Liggäne, 1840 года — Lügganusse.
На военно-топографических картах Российской империи (1846–1863 годы), в состав которой входила Эстляндская губерния, деревня обозначена как Луггенгузенъ.
В начале XIII века Люганузе занимала 45 сох и была одной из самых больших деревень Вирумаа. О когда-то плотной заселённости говорят несколько охраняемых государством каменных могильников у дороги Люганузе—Пуртсе, жертвенные камни и следы древнего поселения с двух сторон реки Пуртсе. Один из изученных могильников относится предположительно ко второй половине первого тысячелетия.
До 1977 года (период кампании по укрупнению деревень) Люганузе имел статус деревни. Также до начала XX века самостоятельными были деревня Кяэнику на севере посёлка и Кюльмоя на юге. Посёлок был создан из деревни Люганузе и поселения Пюсси.

## Инфраструктура
В посёлке работают детский сад, основная школа Народный дом и библиотека.  До 2018/2019 учебного года школа Люганузе была средней, в 2002/2003 учебном году в ней насчитывалось 263 ученика, в 2009/2010 учебном году — 179. В посёлке действует Дневной центр, предоставляющий услуги социального обеспечения и досуга пожилым людям и другим нуждающимся в помощи лицам. Есть центральное водоснабжение и канализация, магазины продуктов питания и товаров первой необходимости. Семейные врачи и врачи-специалисты принимают жителей посёлка в Центре здоровья города Кивиыли, ближайшая аптека находится в Пюсси.

## Достопримечательности
- Карстовое плато Ухаку, одно из самых своеобразных природных объектов Ида-Вирумаа[6];
- церковь Люганузе. Посвящена Иоанну Крестителю, впервые упомянута в 1373 году. Витраж в восточном окне, изображающий Христа на распятии, выполнен местным художником Андреем Лобановым в 2016 году[13];
- памятник Освободительной войне, открыт в 1924 году, восстановлен в 1989 году[11];
- строения мызного комплекса Пюсси, памятники культуры (судебный дом, дом работников, водочная фабрика)[13].

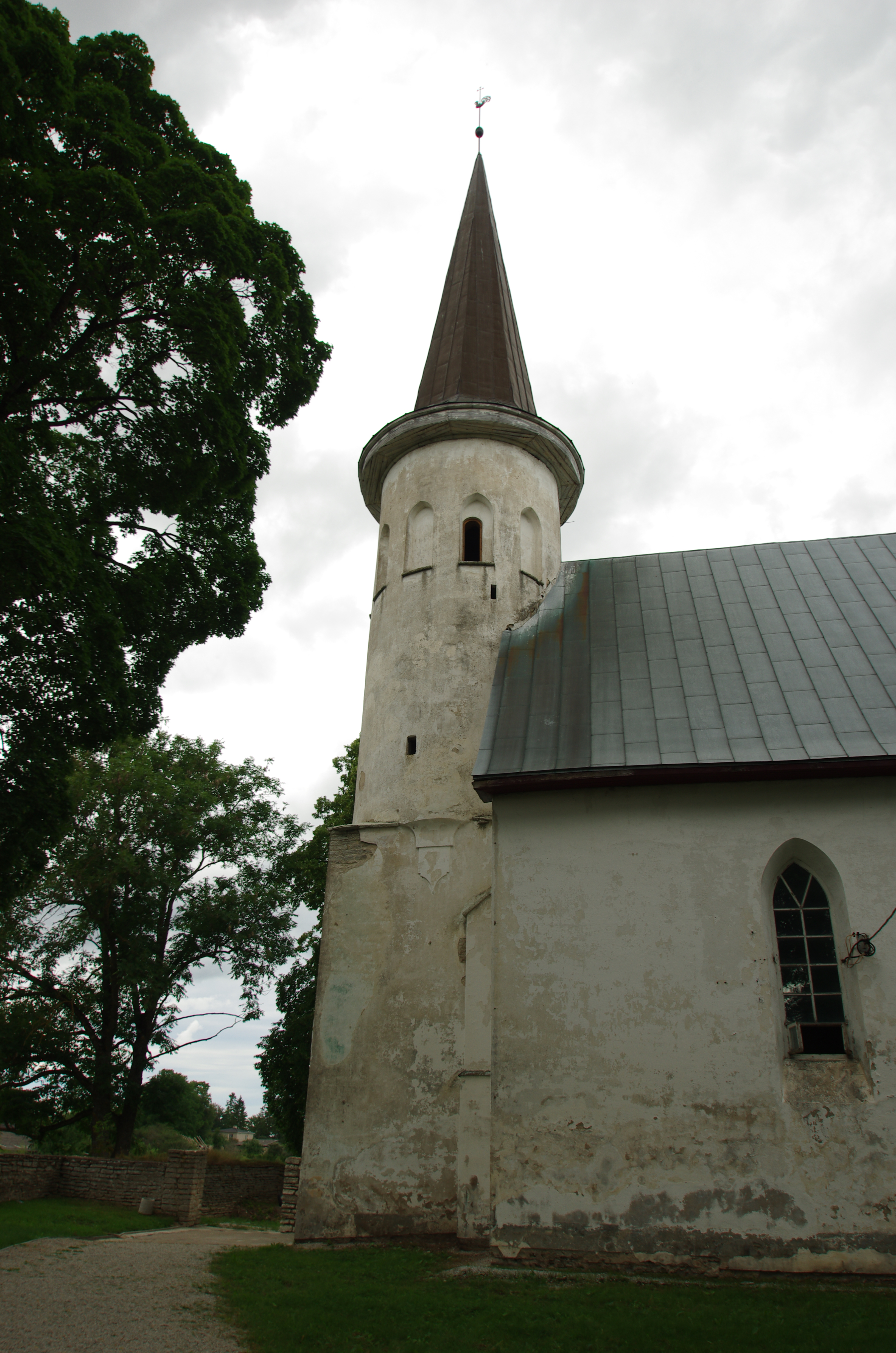
Церковь Люганузе
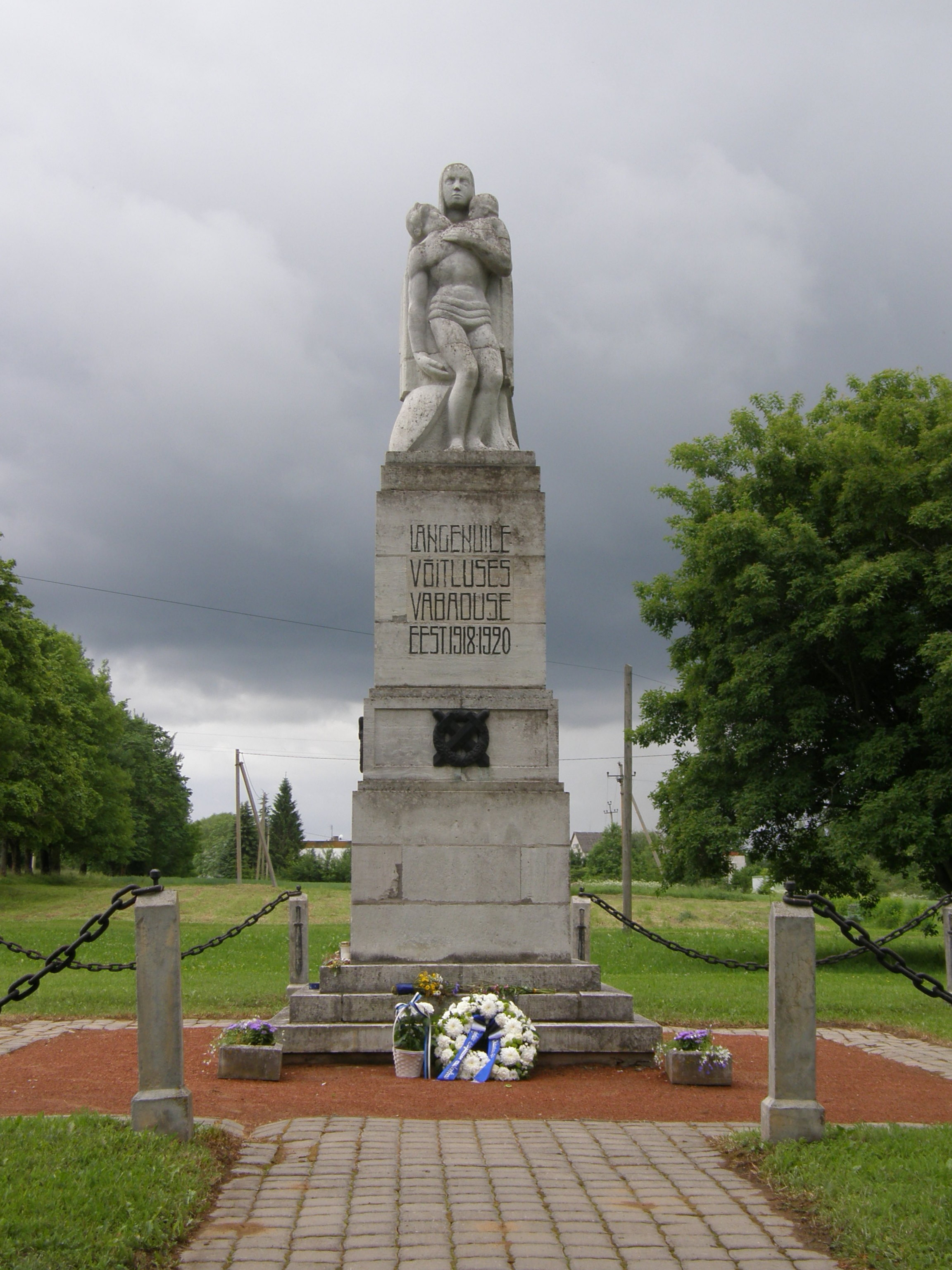
Памятник Освободительной войне
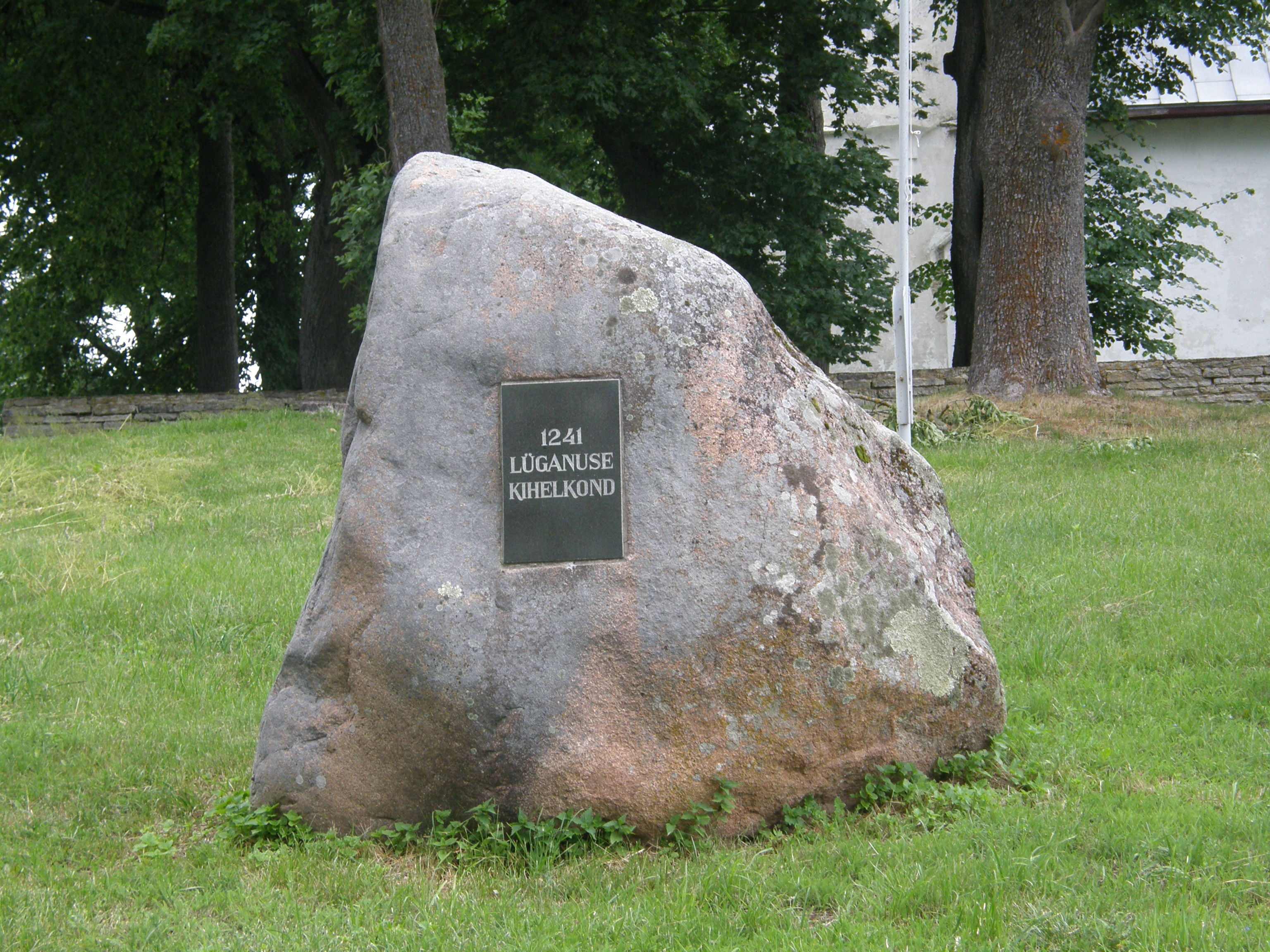
Памятный знак прихода Люганузе

## Известные личности
В пасторате Люганузе работал Отто Вильгельм Мазинг (1763—1832).